# Millencolin and the Hi-8 Adventures
Millencolin and the Hi-8 Adventures to 76-minutowe wideo wydane jako kaseta VHS w 1999, zawierające piosenki nagrane na żywo, teledyski i ujęcia zza kulis tras zespołu Millencolin oraz ich wyczyny skateboardingowe. Tworzenie filmu zajęło sześć miesięcy. W 2003 film ponownie został wydany, tym razem na płycie DVD.